# Esperance, Australia de Vest
Esperance este un oraș în regiunea Goldfields-Esperance din Australia de Vest, situat la aproximativ 720 km est-sud-est de capitala statului, Perth.

## Istoria

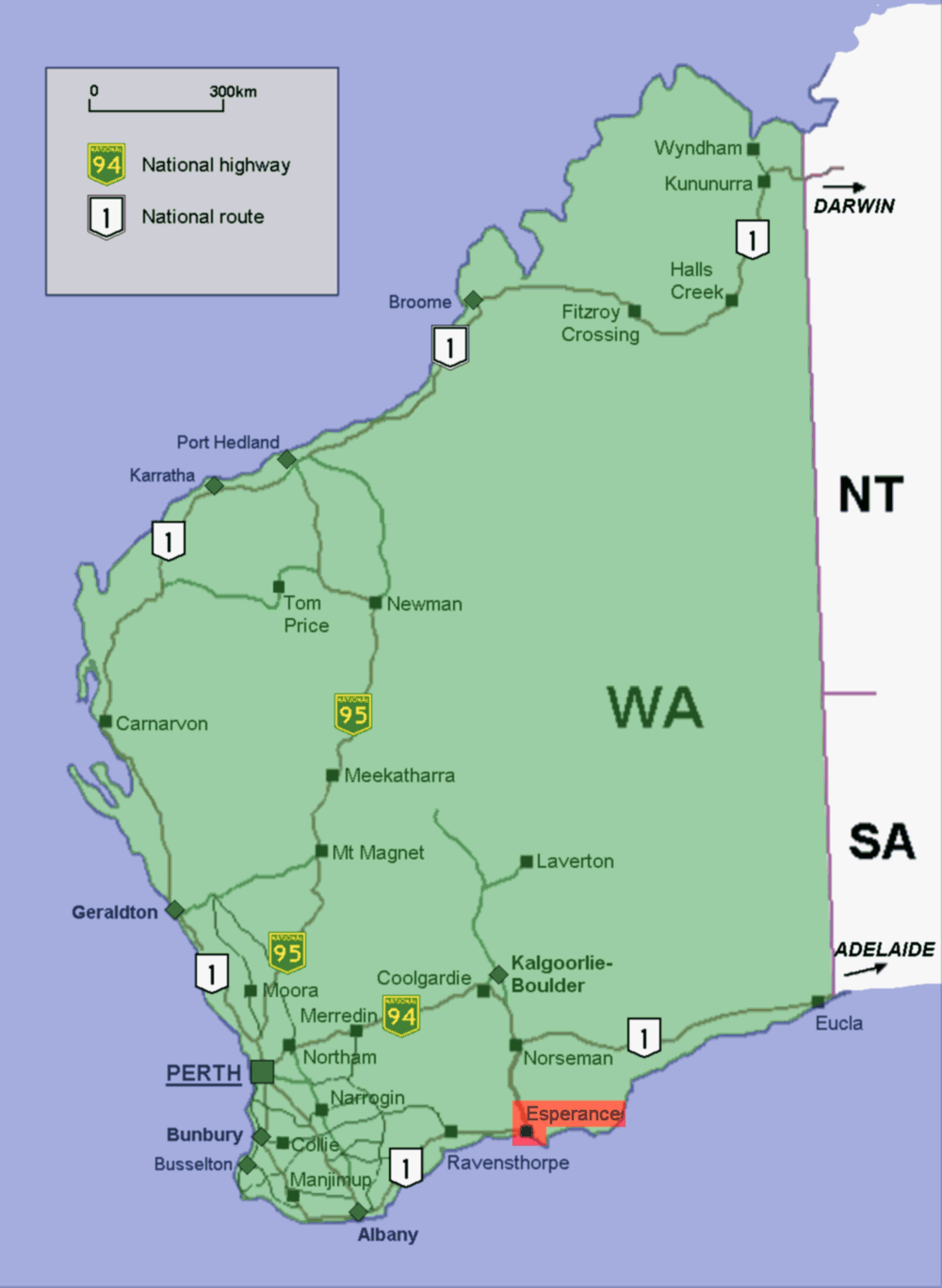
Esperance în Australia de Vest

Istoria europeană datează din 1627 când nava olandeză Gulden Zeepaert, a trecut prin apele albastre în largul coastei Esperance.
În zona Esperance prima familie care s-a stabilit a fost familia Dempsters, o familie pionier de origine scoțiană, în anii 1870. O stație de telegraf a fost deschisă în 1876.

## Geografia

### Clima
Esperance are un climat mediteranean, cu veri calde, uscate și ierni răcoroase și umede.

### Particularitate
La sud de Esperance (aproximativ 40 de km) se află cel mai adânc canion submarin (1800 m); lățimea sa este de 32 km.

## Portul Esperance
Esperance este singurul port în sud-estul Australiei de Vest. Portul este capabil de a primi nave care au până la 180 mii tone.
Exporturile pentru anul care s-a încheiat cu luna iunie 2005, au fost de 7.694.155 tone, inclusiv 1,8 milioane tone de cereale și 5,5 milioane tone de minereu de fier, care este adus din Koolyanobbing.

## Orașe înfrățite
- Saint-Martin-de-Ré